# Daxiang
Daxiang är ett stadsdistrikt i Shaoyang i Hunan-provinsen i södra Kina.